# Utica, New York
Utica är en stad i Oneida County i delstaten New York, USA med 62 235 invånare (2010). Utica är administrativ huvudort (county seat) i Oneida County.

## Sport
I april 2024 spelades Världsmästerskapet i ishockey för damer i staden.